# روبرت دبليو. شرودر الثالث
روبرت دبليو. شرودر الثالث (بالإنجليزية: Robert W. Schroeder III)‏ هو قاضي ومحامي أمريكي، ولد في 1 يونيو 1966 في تيكساركانا في الولايات المتحدة.